# U-17-Fußball-Europameisterschaft 2003
Die 21. U-17-Fußball-Europameisterschaft wurde in der Zeit vom 7. bis 17. Mai 2003 in Portugal ausgetragen. Erstmals wurde ein UEFA-Turnier in Portugal ausgetragen. Ein Jahr später wurde auch die Europameisterschaft der A-Nationalmannschaften in Portugal ausgetragen. Sieger wurde der Gastgeber durch einen 2:1-Sieg über Spanien. Titelverteidiger Schweiz konnte sich ebenso wie Deutschland nicht qualifizieren. Erstmals wurde das Turnier nur mit acht Mannschaften ausgetragen.

## Modus
Die acht qualifizierten Mannschaften wurden auf zwei Gruppen zu je vier Mannschaften aufgeteilt. Innerhalb der Gruppen spielte jede Mannschaft einmal gegen jede andere. Die Gruppensieger und Gruppenzweiten erreichten das Halbfinale. Die Halbfinalsieger erreichten das Finale in die Verlierer spielten um Platz drei.

## Teilnehmer
Am Turnier nahmen folgende Mannschaften teil:
| - Dänemark - England - Israel - Italien | - Österreich - Portugal (Ausrichter) - Spanien - Ungarn |

## Austragungsorte
Gespielt wurde in den Städten Chaves in Mangualde in Nelas in Penaguião in Santa Comba Dão in Vila Real und Viseu.
| Chaves |

| Mangualde |

| Nelas |

| Stª Comba Dão |

| Santa Marta de Penaguião |

| Vila Real |

| Viseu |

| Chaves |

| Mangualde |

| Nelas |

| Stª Comba Dão |

| Santa Marta de Penaguião |

| Vila Real |

| Viseu |

## Vorrunde

### Gruppe A
| Pl. | Land       | Sp. | S | U | N | Tore    | Diff. | Punkte |
| --- | ---------- | --- | - | - | - | ------- | ----- | ------ |
| 1.  | Portugal   | 3   | 3 | 0 | 0 | 006:200 | +4    | 09     |
| 2.  | Österreich | 3   | 2 | 0 | 1 | 003:100 | +2    | 06     |
| 3.  | Dänemark   | 3   | 1 | 0 | 2 | 004:500 | −1    | 03     |
| 4.  | Ungarn     | 3   | 0 | 0 | 3 | 000:500 | −5    | 0      |

|                                |   |            |     |
| 7. Mai 2003 in Viseu           |   |            |     |
| Portugal                       | – | Dänemark   | 3:2 |
| 7. Mai 2003 in Nelas           |   |            |     |
| Österreich                     | – | Ungarn     | 1:0 |
| 9. Mai 2003 in Santa Comba Dão |   |            |     |
| Portugal                       | – | Österreich | 1:0 |
| 9. Mai 2003 in Mangualde       |   |            |     |
| Dänemark                       | – | Ungarn     | 2:0 |
| 11. Mai 2003 in Nelas          |   |            |     |
| Dänemark                       | – | Österreich | 0:2 |
| 11. Mai 2003 in Viseu          |   |            |     |
| Ungarn                         | – | Portugal   | 0:2 |

### Gruppe B
| Pl. | Land    | Sp. | S | U | N | Tore    | Diff. | Punkte |
| --- | ------- | --- | - | - | - | ------- | ----- | ------ |
| 1.  | Spanien | 3   | 2 | 1 | 0 | 007:200 | +5    | 07     |
| 2.  | England | 3   | 1 | 2 | 0 | 004:300 | +1    | 05     |
| 3.  | Italien | 3   | 0 | 3 | 0 | 004:200 | +2    | 03     |
| 4.  | Israel  | 3   | 0 | 0 | 3 | 001:900 | −8    | 0      |

|                           |   |         |     |
| 7. Mai 2003 in Penaguião  |   |         |     |
| Israel                    | – | England | 1:2 |
| 7. Mai 2003 in Villa Real |   |         |     |
| Spanien                   | – | Italien | 2:0 |
| 9. Mai 2003 in Mangualde  |   |         |     |
| Israel                    | – | Spanien | 0:3 |
| 9. Mai 2003 in Chaves     |   |         |     |
| England                   | – | Italien | 0:0 |
| 11. Mai 2003 in Vila Real |   |         |     |
| England                   | – | Spanien | 2:2 |
| 11. Mai 2003 in Penaguião |   |         |     |
| Italien                   | – | Israel  | 4:0 |

## Finalrunde

### Halbfinale
|                           |   |            |                 |
| 14. Mai 2003 in Viseu     |   |            |                 |
| Portugal                  | – | England    | 2:2., 5:4 i. E. |
| 14. Mai 2003 in Mangualde |   |            |                 |
| Spanien                   | – | Österreich | 5:2             |

### Spiel um Platz 3
|                                 |   |         |     |
| 17. Mai 2003 in Santa Comba Dão |   |         |     |
| Österreich                      | – | England | 1:0 |

### Finale
|                       |   |         |     |
| 17. Mai 2003 in Viseu |   |         |     |
| Portugal              | – | Spanien | 2:1 |

## Schiedsrichter
| Schiedsrichter     | Land                    | Spiele |    |   |   | Elfmeter | Anmerkungen                        |
| ------------------ | ----------------------- | ------ | -- | - | - | -------- | ---------------------------------- |
| Veaceslav Banari   | Moldau                  | 2      | 9  | 0 | 0 | 0        |                                    |
| Sergiy Berezka     | Ukraine                 | 3      | 9  | 0 | 0 | 0        | Schiedsrichter im Spiel um Platz 3 |
| Stefan Johannesson | Schweden                | 3      | 11 | 0 | 0 | 0        |                                    |
| Kuddusi Müftüoğlu  | Türkei                  | 2      | 6  | 0 | 0 | 0        |                                    |
| Novo Panić         | Bosnien und Herzegowina | 3      | 6  | 0 | 0 | 1        | Schiedsrichter im Endspiel         |
| Damir Skomina      | Slowenien               | 3      | 8  | 0 | 0 | 0        | Schiedsrichter im Eröffnungsspiel  |

Vierte Offizielle
- Pedro Proença
- Joaquim Paulo Paraty Da Silva

| Assistent            | Land         | Spiele | Anmerkungen                                         |
| -------------------- | ------------ | ------ | --------------------------------------------------- |
| Dimitrios Bozatzidis | Griechenland | 5      | Schiedsrichterassistent im Eröffnungs- und Endspiel |
| Arie Brink           | Niederlande  | 5      |                                                     |
| Tichon Kalugin       | Russland     | 3      | Schiedsrichterassistent im Eröffnungsspiel          |
| Gianpietro Lucca     | Schweiz      | 3      |                                                     |
| Tomislav Petrovic    | Kroatien     | 5      | Schiedsrichterassistent im Endspiel                 |
| Roman Slysko         | Slowakei     | 5      |                                                     |
| Ingmar Spiteri       | Malta        | 3      |                                                     |
| David Paul Todd      | Nordirland   | 3      |                                                     |

## Liste der Einsätze nach Spielen
Legende
| - Partie → gibt die beiden Mannschaften an, die das Spiel bestritten und den Endstand des Spieles nach der regulären Spielzeit, ggf. nach der Verlängerung und im Elfmeterschießen - Schiedsrichter → Vor- und Zuname des Schiedsrichters, der das Spiel leitete - Schiedsrichterassistenten → Vor- und Zuname der Schiedsrichterassistenten, die den Schiedsrichter an den Seitenlinien unterstützten - SRA1 → Schiedsrichterassistent 1, Vor- und Zuname des Schiedsrichterassistenten - SRA2 → Schiedsrichterassistent 2, Vor- und Zuname des Schiedsrichterassistenten - → ausgesprochene Verwarnungen mittels gelber Karte; erhält ein und derselbe Spieler danach eine zweite gelbe Karte (entspricht der gelb-roten Karte), so wird die erste gelbe Karte nicht gewertet - → ausgesprochene Feldverweise mittels gelb-roter Karte - → ausgesprochene Feldverweise mittels roter Karte - Elfm. → in der regulären Spielzeit oder in der Verlängerung verhängte Strafstöße | - Vierter Offizieller → Vor- und Zuname des Schiedsrichters, der als Vierter Offizieller eingesetzt wurde |

| 1                | 3:2           | Damir Skomina      | Dimitrios Bozatzidis | Gianpietro Lucca     | 1 | 0 | 0 | 0 | Stefan Johannesson                  |
| 2                | 1:2           | Novo Panić         | Roman Slysko         | Tihon Kalugin        | 2 | 0 | 0 | 1 | Pedro Proenca Oliveira Alves Garcia |
| 3                | 1:0           | Sergiy Berezka     | Ingmar Spiteri       | David Paul Todd      | 5 | 0 | 0 | 0 | Veaceslav Banari                    |
| 4                | 2:0           | Kuddusi Müftüoglu  | Arie Brink           | Tomislav Petrovic    | 0 | 0 | 0 | 0 | Joaquim Paulo Paraty Da Silva       |
| 5                | 1:0           | Kuddusi Müftüoglu  | Tihon Kalugin        | Tomislav Petrovic    | 6 | 0 | 0 | 0 | Damir Skomina                       |
| 6                | 0:3           | Veaceslav Banari   | Gianpietro Lucca     | Ingmar Spiteri       | 4 | 0 | 0 | 0 | Joaquim Paulo Paraty Da Silva       |
| 7                | 2:0           | Novo Panić         | Roman Slysko         | Arie Brink           | 2 | 0 | 0 | 0 | Sergiy Berezka                      |
| 8                | 0:0           | Stefan Johannesson | Dimitrios Bozatzidis | David Paul Todd      | 3 | 0 | 0 | 0 | Pedro Proenca Oliveira Alves Garcia |
| 9                | 0:2           | Stefan Johannesson | David Paul Todd      | Gianpietro Lucca     | 2 | 0 | 0 | 0 | Novo Panić                          |
| 10               | 0:2           | Veaceslav Banari   | Dimitrios Bozatzidis | Ingmar Spiteri       | 5 | 0 | 0 | 0 | Joaquim Paulo Paraty Da Silva       |
| 11               | 2:2           | Sergiy Berezka     | Roman Slysko         | Tomislav Petrovic    | 2 | 0 | 0 | 0 | Pedro Proenca Oliveira Alves Garcia |
| 12               | 4:0           | Damir Skomina      | Arie Brink           | Tihon Kalugin        | 3 | 0 | 0 | 0 | Kuddusi Müftüoglu                   |
| Halbfinale       |               |                    |                      |                      |   |   |   |   |                                     |
| 13               | 5:2           | Stefan Johannesson | Arie Brink           | Tomislav Petrovic    | 6 | 0 | 0 | 0 | Kuddusi Müftüoglu                   |
| 14               | 2:2 5:4 n. E. | Damir Skomina      | Roman Slysko         | Dimitrios Bozatzidis | 4 | 0 | 0 | 0 | Veaceslav Banari                    |
| Spiel um Platz 3 |               |                    |                      |                      |   |   |   |   |                                     |
| 15               | 0:1           | Sergiy Berezka     | Arie Brink           | Roman Slysko         | 2 | 0 | 0 | 0 | Stefan Johannesson                  |
| Finale           |               |                    |                      |                      |   |   |   |   |                                     |
| 16               | 2:1           | Novo Panić         | Dimitrios Bozatzidis | Tomislav Petrovic    | 2 | 0 | 0 | 0 | Damir Skomina                       |